# Palatul lui Kazimierz

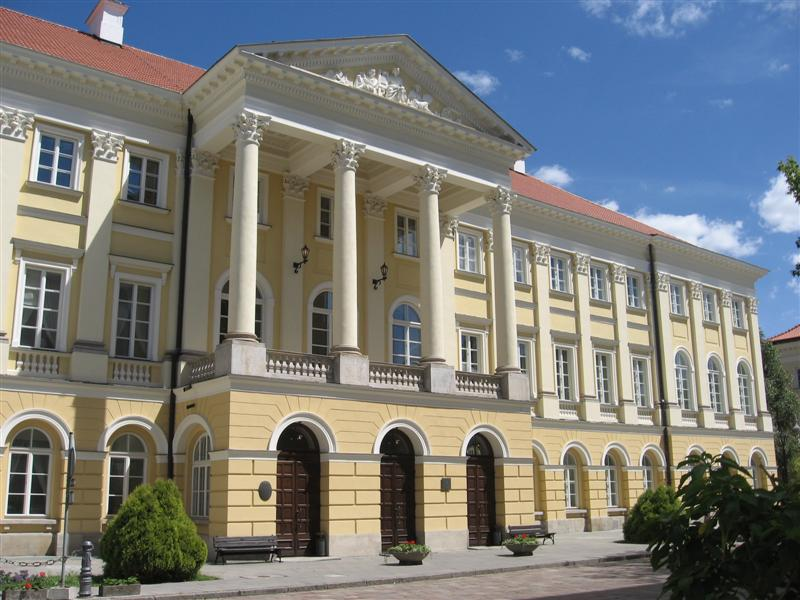
Palatul lui Kazimierz, sediul rectoratului Universității din Varșovia

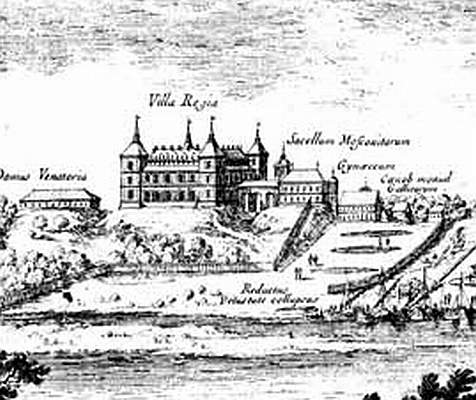

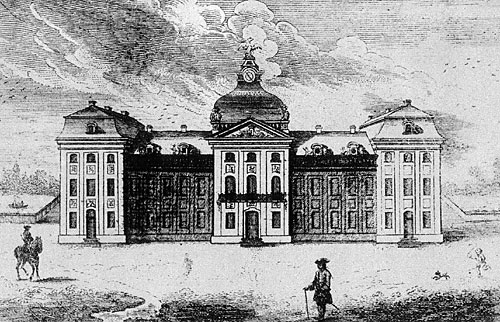

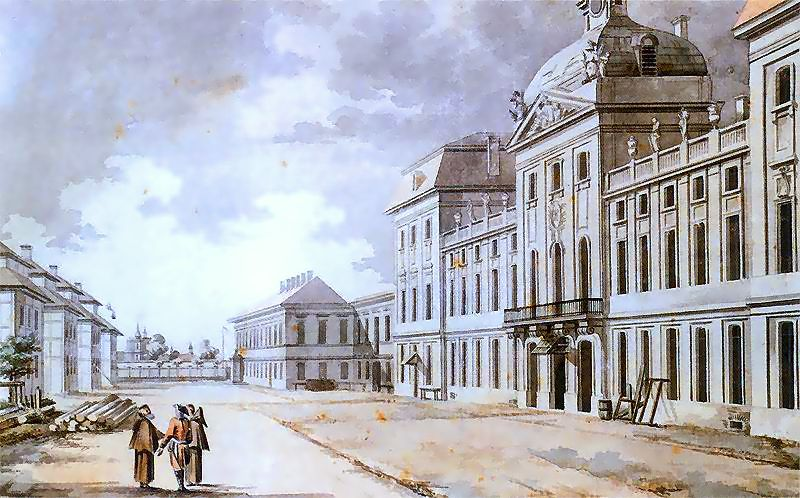

Palatul lui Kazimierz, situat pe strada Krakowskie Przedmieście 26/28 în cartierul  Sródmieście din Varșovia, a fost construit între anii 1637 și 1641, urmând ca între anii 1765 și 1795 să devină reședința "Corpului de Cadeți al Școlii de Ofițeri", iar din 1824, sediul Universității din Varșovia.

## Istoria
În prezent, palatul poartă numele regelui Kazimierz. A fost ridicat între anii 1637 și 1641 cu rol de palat de vară numit “Villa Regia”, după proiectul arhitectului italian Giovanni Trevano. Urmând dorința regelui Władysław al IV-lea, palatul a fost construit în stil baroc timpuriu. 
Palatul a fost reconstruit în două rânduri, în anul 1652 și 1660, ca urmare a invaziilor suedeze, în conformitate cu proiectul bătrânului Izydor Affait și al lui Tytus Burattini. 
Palatul Kazimierzowski poartă numele regelui fondator Jan Kazimierz, acest palat devenind reședința sa preferată. Fiind abandonat în anul 1667, palatul rămâne în  proprietatea regelui Jan al III-lea Sobieski. În 1695, clădirea a fost  distrusă în întregime de un incendiu.
Începând cu anul 1724, palatul intră în proprietatea regelui August al II-lea.
Poarta dinspre strada Krakowskie Przedmieście a fost ridicată în aceeași perioadă, iar în curtea interioară au fost construite opt clădiri de cazarmă plasate transversal palatului. În anul 1735, clădirea intră în proprietatea contelui Alexander Sulkowski, sub ordinile căruia sunt construite fabrica de cărămidă, fabrica de cuptoare și berăria.                                         
Între anii 1737 și 1739, palatul este reconstruit sub îndrumarea proiectanților Jan Zygmunt Deybel și Joachim Daniel Jauch.
În 1765 sau 1766, Stanislaw August Poniatowski devine noul proprietar și pune aici bazele Corpului de Cadeți al Școlii de Cavaleri, renovând interiorul după planul lui Dominic Merlini. În 1794, ca urmare a nereușitei insurecției lui Kościuszko, școala a fost desființată.
În anul 1814, un incendiu a nimicit clădirile saxone, cazarme ale palatului, în 1816 fiind ridicate în locul lor două pavilioanele proiectate de Jakub Kubicki.
În același an, palatul devine sediul Universității din Varșovia. Din 1817 până în 1831 aici își are sediul și Liceul  din Varșovia. Urmează o extindere paralelă a două pavilioane spre Krakowskie Przedmieście între anii 1818 și 1822, în cadrul proiectului lui Michał Kado.
În anul 1824, palatul urmează să fie reconstruit complet în stil clasicist sub îndrumarea lui Hilar Szpilowski și a lui Waclaw Ritschel.                                          
În jurul  anului 1820, sunt ridicate următoarele două pavilioane ca aripi ale aceleiași clădiri a palatului, urmând ca între anii  1840 și 1841 să se construiască urmatoarele pavilioane în cadrul proiectului lui Antoni Sulimowski.
Clădirea Bibliotecii a fost construită între anii 1891 și 1894 în curtea interioară, între poarta dinspre Krakowskie Przedmieście și corpul palatului, după proiectele lui Antoni Jablonski Jasienczy și Stefan Szyller. O nouă poartă de intrare a fost construită în anul 1910.Între anii 1929 și 1931, clădirea Bibliotecii a fost reconstruită, iar în anul 1930 a fost ridicată clădirea Auditorium Maximum, urmând proiectul lui Alexander Bojemski. 
În timpul celui de-al doilea Război Mondial, palatul fost distrus alături de alte clădiri universitare din campus, devenind o ruină. A suferit de asemenea în timpul Războiului de apărare din anul 1939 și în timpul Insurecției din Varșovia.
Palatul a fost reconstruit după război, între anii 1945 și 1954, în cadrul proiectului lui Piotr Biegański.Ultima lucrare de restaurare s-a finalizat în anul 1960.

## În prezent
Clădirea Palatului Kazimierzowski adăpostește în prezent rectoratul Unversității din Varșovia și Muzeul de Istorie al Universității din Varșovia. După renovarea din anul 2006, palatul este una dintre cele mai bine întreținute clădiri de pe întregul „Drum Regal” al Varșoviei.

## Curiozități
- Lângă palat este amplasat un tun în memoria studenților care au luat parte la Războiul de Independență dintre anii 1918 și 1920.
- Palatul Karzimierzowski a constituit locația de filmare a multor filme poloneze, printre care și „Przedwiośnie” de Filip Bajon.